# 吐鲁番市
42°57′49″N 89°11′07″E / 42.96361°N 89.18528°E
吐鲁番市（維吾爾語：تۇرپان شەھىرى‎，拉丁维文：Turpan Shehiri）是中华人民共和国新疆维吾尔自治区下辖的地级市，位于新疆东部。
古称吐鲁番（Turpan），其意有争议。有解释为突厥语和嚈哒语混合的地名，语义即“久居之地”:33。市境西北接乌鲁木齐市，北邻昌吉州，东毗哈密市，南、西界巴音郭楞州。地处天山山脉东段南麓，北半部为吐鲁番盆地，南半部为库木塔格沙漠和南湖戈壁。北有博格达山，南有库鲁克塔格山。位于吐鲁番盆地中心的艾丁湖面比海平面低154米，是中国大陆的海拔最低点。全市总面积69,759平方公里，人口65.19万，市人民政府驻高昌区绿洲东路495号。

## 历史
生活于吐鲁番盆地一带的土著居民是姑师人。他们在吐鲁番盆地上建立了姑师（后称车师）国、狐胡国、小金附国、车师后城长国、车师都尉国。
汉武帝建元三年（前138年），派张骞出使西域，联合西域各国。由此，西汉王朝与匈奴对姑师展开了长期的反复争夺。汉宣帝神爵二年（前60年）设立西域都护府，把原来车师人的领地按地理形势划分为八国，其中车师前国在博格达山南现吐鲁番境内。汉元帝初元元年（前48年），汉朝在车师前国设置戊已校尉，驻交河城，掌管西域屯田事务。
晋朝戊已校尉仍设在高昌。西晋灭亡后，凉州（今甘肃武威）建立了前凉。东晋咸和二年（327年），前凉王张骏攻占高昌，始置高昌郡，立田地县，隶属沙州（今甘肃敦煌）。东晋太元元年（376年），前秦苻坚灭前凉。高昌郡属前秦，隶属凉州。后凉建立後，高昌、车师前国属后凉。东晋安帝隆安元年（397年），后凉建康（今甘肃酒泉西南）太守段业占据高昌。东晋隆安四年（400年），李暠建立西凉，在高昌设郡，车师前国臣属西凉。东晋义熙八年（412年），沮渠蒙逊建立北凉，公元420年攻灭西凉，高昌易主北凉，车师前国向其称臣。北魏太延五年（439年），北魏灭北凉，阚爽自立为高昌太守。北凉残部西奔鄯善（今若羌县境）。北魏太平真君三年（442年），北凉残部在沮渠无讳的率领下攻占高昌，于翌年改元承平，号凉王。并西攻车师前国。北魏太平真君十一年（450年），沮渠安周与柔然联兵滅亡车师前国。
北魏和平元年（460年），柔然殺高昌王，高昌人立阚伯周为高昌王，北魏文帝太和五年（481年），高昌人立张孟明为高昌王。公元496年，高昌人杀张孟明，另立马儒为王。公元501年，高昌人杀马儒而立麴嘉为王。从阚伯周开始，吐鲁番进入高昌王国时期。唐贞观十四年（640年），唐派吏部尚书候君集为交河道行军大总管率师伐高昌。平定高昌后，设西昌州，改为西州，设安西大都护府于交河城。唐龙朔二年（662年），吐蕃军队进入西域，开始了与唐长年的西域争夺。唐天宝元年（742年），改西州为交河郡。唐乾元元年（758年），又恢复西州原建置。吐蕃与回鹘对西州进行了长年反复的争夺，最终回鹘控制了西州。唐咸通七年（866年），北庭回鹘仆固俊克西州，建立以高昌为中心的高昌回鹘王国，国都高昌城。史称“西州回鹘”或“高昌回鶻”。
撰写于李聖天同庆十年十月十二日（925年10月31日），敦煌出土、婆罗米文书写的和闐文书《使河西记》中有“tturpaṃni kamtha”（吐鲁番城）一名。此即最早记载吐鲁番（Turpan）一名的文献。有研究者解释吐鲁番一名为突厥语和嚈哒语混合的地名，语义即“久居之地”:35—36。
高昌回鶻為西辽所滅。蒙古帝国征服了西遼，領有察合台汗國，其分裂為東察合台汗國（吐鲁番汗国）和西察合台汗國（葉爾羌汗國）。
清朝乾隆十九年（1754年），清廷在瓜州，以額敏和卓属民编立吐鲁番扎萨克旗。乾隆二十年（1755年），清廷平定准噶尔，控制吐魯番地區。乾隆二十一年（1756年），额敏和卓率部迁回鲁克沁（今鄯善县鲁克沁）。乾隆二十三年（1758年）封额敏和卓为郡王。
乾隆二十四年（1759年），清置辟展（今鄯善县城）办事大臣及同知，隶甘肃布政司。建吐鲁番六城：辟展（今鄯善县城）、吐鲁番城（今吐鲁番市东南）、鲁克沁、色更木（今胜金）、哈喇和卓、托克逊。办事大臣驻辟展。设办事大臣后，吐鲁番实行军府制与扎萨克制并行，扎萨克由郡王担任。清乾隆三十六年（1771年）设辟展巡检。清乾隆四十四年（1779年），辟展办事大臣改为吐鲁番领队大臣，及同知，移驻广安城（今吐鲁番市老城），行政中心移吐鲁番市。光绪十年（1884年）新疆建省，吐鲁番直隶厅成立，辖今吐鲁番、鄯善、托克逊范围。光绪二十八年（1902年），辟展巡检改置为鄯善县，隶属吐鲁番厅。
- 民国二年（1913年），吐鲁番直隶厅改置为吐鲁番县，辖今吐鲁番市高昌区、托克逊县范围。同与鄯善县隶属新疆省迪化道（今乌鲁木齐）。
- 民国九年（1920年），吐鲁番县、鄯善县属焉耆道。
- 民国十七年（1928年），县公署改为县政府，县知事改为县长，县下设乡，改乡约为农官。
- 民国十九年（1930年），置托克逊设治局。
- 民国二十五年（1936年），置托克逊县。
- 民国二十七年（1938年），吐鲁番、鄯善、托克逊三县隶属迪化专区。
- 民国三十八年（1949年），吐鲁番县共有3镇、9乡、68保、795甲；鄯善县2镇、5乡、24保、196甲；托克逊县1镇、3乡、20保，120甲。
- 1950年至1957年，吐鲁番、鄯善、托克逊三县隶属新疆省迪化专区（后改为乌鲁木齐专区）。
- 1958年，三县属自治区直辖县。

1970年，吐鲁番县、托克逊县隶属乌鲁木齐市，鄯善县隶属哈密地区。
- 1975年7月，吐鲁番地区成立，辖吐鲁番、鄯善、托克逊三县。
- 1984年12月，吐鲁番县改置为县级吐鲁番市。
- 2015年4月12日，吐鲁番地区撤銷，並设立地级吐鲁番市，其中县级吐鲁番市改为市轄高昌区。

## 地理
吐鲁番市位于新疆维吾尔自治区中部，东临哈密，西、南与巴音郭楞蒙古自治州的和静县、和硕县、尉犁县、若羌县毗连，北隔天山与乌鲁木齐市及昌吉回族自治州的奇台县、吉木萨尔县、木垒县相接。地区南北宽约240公里，东西长约300公里，土地总面积69,759平方公里（低于海平面的面积为2085平方公里），占新疆土地总面积的4.2%。地区的管理机构设在高昌区，距乌鲁木齐市183公里。
吐鲁番市是天山东部的一个东西横置的形如橄榄状的山间盆地，四面环山。盆地西起阿拉山沟口，东至七角井峡谷西口，东西长245公里；北部为博格达山山麓；南抵库鲁塔格山，南北宽约75公里。吐鲁番盆地经历了地质年代的侏罗纪、白垩纪、第三纪、第四纪，在距今3000万年前的喜马拉雅造山运动期间，盆地北缘的博格达山急剧上升，而盆地南北缘的库鲁克塔格山上升幅度较小，两山之间断裂陷落，最终形成了北高南低、西宽东窄的不对称盆地。中部有火焰山和博尔托乌拉山余脉横穿境内，把本地区分成南、北两半。盆底艾丁湖水面低于海平面155米，是中国最低的盆地，在世界上仅次于死海，为世界第二低地，以艾丁湖为中心，呈环状分布的地形，由三个环带组成。最外一环由高山雪岭组成，北面横亘着博格达山；南边有库鲁塔格山；西面有喀拉乌成山；东南有库鲁塔格山。盆地中环是长期以来山岭风化剥蚀，由流水搬运下来的戈壁砾石带。盆地的第三环带是绿洲平原带。吐鲁番市光热资源丰富。盆地内干燥少雨，日照充足，无霜期达270天，全年日照时数为3200小时，本地盛产葡萄、哈密瓜、长绒棉、反季节蔬菜等经济作物。
吐鲁番市属于典型的大陆性暖温带荒漠气候，日照充足，热量丰富但又极端干燥，降雨稀少且大风频繁，故有“火洲”、“风库”之称。这里全年日照时数为3000-3200小时左右，比中国东部同纬度地区多1000小时左右，太阳年辐射量139.5-150.4千卡/平方厘米，比同纬度的华北、东北地区多15-20千卡/平方厘米，仅次于青藏高原。全年平均气温13.9℃，高于35℃的炎热日在100天以上。夏季极端高气温为49.6℃，地表温度多在70℃以上，有过82.3℃的纪录。当地素有“沙窝里烤熟鸡蛋”、“石头上烤熟面饼”之说。冬季极端最低气温-28.7℃；日温差和年温差均大，全年10℃以上有效积温5300℃以上，无霜期长期达210天左右。由于气候炎热干燥，这里干旱少雨，年平均降水量仅有16.4毫米，而蒸发量则高达3000毫米以上。
| 吐鲁番市气象数据（1981年至2010年）                     | 吐鲁番市气象数据（1981年至2010年） | 吐鲁番市气象数据（1981年至2010年） | 吐鲁番市气象数据（1981年至2010年） | 吐鲁番市气象数据（1981年至2010年） | 吐鲁番市气象数据（1981年至2010年） | 吐鲁番市气象数据（1981年至2010年） | 吐鲁番市气象数据（1981年至2010年） | 吐鲁番市气象数据（1981年至2010年） | 吐鲁番市气象数据（1981年至2010年） | 吐鲁番市气象数据（1981年至2010年） | 吐鲁番市气象数据（1981年至2010年） | 吐鲁番市气象数据（1981年至2010年） | 吐鲁番市气象数据（1981年至2010年） |
| 月份                                                   | 1月                                | 2月                                | 3月                                | 4月                                | 5月                                | 6月                                | 7月                                | 8月                                | 9月                                | 10月                               | 11月                               | 12月                               | 全年                               |
| ------------------------------------------------------ | ---------------------------------- | ---------------------------------- | ---------------------------------- | ---------------------------------- | ---------------------------------- | ---------------------------------- | ---------------------------------- | ---------------------------------- | ---------------------------------- | ---------------------------------- | ---------------------------------- | ---------------------------------- | ---------------------------------- |
| 历史最高温 °C（°F）                                    | 8.5 (47.3)                         | 19.5 (67.1)                        | 31.7 (89.1)                        | 40.5 (104.9)                       | 43.6 (110.5)                       | 47.6 (117.7)                       | 48.1 (118.6)                       | 47.8 (118.0)                       | 43.4 (110.1)                       | 34.3 (93.7)                        | 23.0 (73.4)                        | 9.6 (49.3)                         | 48.1 (118.6)                       |
| 平均高温 °C（°F）                                      | −1.8 (28.8)                        | 6.9 (44.4)                         | 17.0 (62.6)                        | 26.8 (80.2)                        | 33.6 (92.5)                        | 38.4 (101.1)                       | 39.8 (103.6)                       | 38.4 (101.1)                       | 32.3 (90.1)                        | 22.1 (71.8)                        | 9.9 (49.8)                         | −0.7 (30.7)                        | 21.9 (71.4)                        |
| 日均气温 °C（°F）                                      | −6.6 (20.1)                        | 0.9 (33.6)                         | 10.6 (51.1)                        | 19.7 (67.5)                        | 26.3 (79.3)                        | 31.1 (88.0)                        | 32.5 (90.5)                        | 30.5 (86.9)                        | 23.9 (75.0)                        | 14.0 (57.2)                        | 3.6 (38.5)                         | −5.0 (23.0)                        | 15.1 (59.2)                        |
| 平均低温 °C（°F）                                      | −10.6 (12.9)                       | −4.3 (24.3)                        | 4.5 (40.1)                         | 13.1 (55.6)                        | 19.3 (66.7)                        | 23.9 (75.0)                        | 25.6 (78.1)                        | 23.7 (74.7)                        | 17.4 (63.3)                        | 8.3 (46.9)                         | −0.8 (30.6)                        | −8.5 (16.7)                        | 9.3 (48.7)                         |
| 历史最低温 °C（°F）                                    | −28.9 (−20.0)                      | −24.5 (−12.1)                      | −10.4 (13.3)                       | −1.8 (28.8)                        | 4.7 (40.5)                         | 11.5 (52.7)                        | 15.5 (59.9)                        | 11.6 (52.9)                        | 1.3 (34.3)                         | −5.7 (21.7)                        | −17.8 (0.0)                        | −26.1 (−15.0)                      | −28.9 (−20.0)                      |
| 平均降水量 mm（）                                      | 0.5 (0.02)                         | 0.5 (0.02)                         | 1.0 (0.04)                         | 0.6 (0.02)                         | 1.3 (0.05)                         | 2.8 (0.11)                         | 2.3 (0.09)                         | 1.8 (0.07)                         | 1.8 (0.07)                         | 1.2 (0.05)                         | 0.9 (0.04)                         | 0.6 (0.02)                         | 15.3 (0.6)                         |
| 平均降水天数（≥ 0.1 mm）                               | 1.5                                | 0.3                                | 0.3                                | 0.6                                | 0.9                                | 2.3                                | 2.0                                | 1.9                                | 1.2                                | 0.7                                | 0.3                                | 1.1                                | 13.1                               |
| 平均相對濕度（％）                                     | 56                                 | 41                                 | 28                                 | 25                                 | 27                                 | 29                                 | 32                                 | 34                                 | 39                                 | 49                                 | 53                                 | 58                                 | 39                                 |
| 月均日照時數                                           | 159.7                              | 188.6                              | 239.5                              | 256.8                              | 299.6                              | 301.2                              | 311.7                              | 305.9                              | 278.8                              | 250.6                              | 184.7                              | 135.1                              | 2,912.2                            |
| 可照百分比                                             | 55                                 | 64                                 | 65                                 | 64                                 | 67                                 | 66                                 | 67                                 | 71                                 | 75                                 | 74                                 | 63                                 | 48                                 | 66                                 |
| 来源1：中国气象局（1971−2000年间的降水天数和日照数据） |                                    |                                    |                                    |                                    |                                    |                                    |                                    |                                    |                                    |                                    |                                    |                                    |                                    |
| 来源2：mherrera.org（所有极端温度）                    |                                    |                                    |                                    |                                    |                                    |                                    |                                    |                                    |                                    |                                    |                                    |                                    |                                    |

## 政治

### 现任领导
| 机构     | · 中国共产党 · 吐鲁番市委员会 | 吐鲁番市人民代表大会 常务委员会 | 吐鲁番市人民政府           | · 中国人民政治协商会议 · 吐鲁番市委员会 |
| 职务     | 书记                          | 主任                            | 市长                       | 主席                                    |
| -------- | ----------------------------- | ------------------------------- | -------------------------- | --------------------------------------- |
| 姓名     | 马学良                        | 买买提·沙吾提                   | 西尔艾力·外力              | 王甫志                                  |
| 民族     | 回族                          | 维吾尔族                        | 维吾尔族                   | 汉族                                    |
| 籍贯     | 新疆维吾尔自治区米泉市        |                                 | 新疆维吾尔自治区乌鲁木齐市 | 江苏省睢宁县                            |
| 出生日期 | 1971年2月（54歲）             |                                 | 1973年11月（51歲）         | 1964年8月（60歲）                       |
| 就任日期 | 2022年6月                     | 2022年1月                       | 2025年5月                  | 2022年1月                               |

### 历任领导
| 市委书记 - 张文全（2015年4月－2017年3月） - 张文胜（2017年3月－2022年6月） - 马学良（2022年6月－） | 市长 - 伊力汗·奥斯曼（2015年7月－2016年5月） - 芒力克·斯依提（2016年5月－2018年1月） - 买买提明·卡德（2018年1月－2021年4月） - 克衣色尔·克尤木（2021年4月－2025年5月） - 西尔艾力·外力（2025年5月－） |

### 行政区划
吐鲁番市下辖1个市辖区、2个县。
- 市辖区：高昌区
- 县：鄯善县、托克逊县

## 人口
2022年末，全市常住人口69.17万人，其中，城镇常住人口34.21万人。 城镇化率为49.46%。
根据2020年第七次全国人口普查，全市常住人口为693,988人。同第六次全国人口普查的622,903人相比，十年共增加了71,085人，增长11.41%，年平均增长率为1.09%。其中，男性人口为368,442人，占总人口的53.09%；女性人口为325,546人，占总人口的46.91%。总人口性别比（以女性为100）为113.18。0－14岁的人口为154,886人，占总人口的22.32%；15－59岁的人口为466,868人，占总人口的67.27%；60岁及以上的人口为72,234人，占总人口的10.41%，其中65岁及以上的人口为47,993人，占总人口的6.92%。居住在城镇的人口为333,295人，占总人口的48.03%；居住在乡村的人口为360,693人，占总人口的51.97%。

### 民族
常住人口中，汉族人口155863人，占总人口的25.02%，各少数民族人口467040人，占总人口的74.98%。
| 民族名称                | 维吾尔族 | 汉族   | 回族  | 土家族 | 哈萨克族 | 满族 | 蒙古族 | 彝族 | 东乡族 | 藏族 | 其他民族 |
| ----------------------- | -------- | ------ | ----- | ------ | -------- | ---- | ------ | ---- | ------ | ---- | -------- |
| 人口数                  | 429527   | 155863 | 35078 | 430    | 399      | 276  | 273    | 233  | 126    | 124  | 574      |
| 占总人口比例（%）       | 68.96    | 25.02  | 5.63  | 0.07   | 0.06     | 0.04 | 0.04   | 0.04 | 0.02   | 0.02 | 0.09     |
| 占少数民族人口比例（%） | 91.97    | ---    | 7.51  | 0.09   | 0.09     | 0.06 | 0.06   | 0.05 | 0.03   | 0.03 | 0.12     |

## 文化旅遊

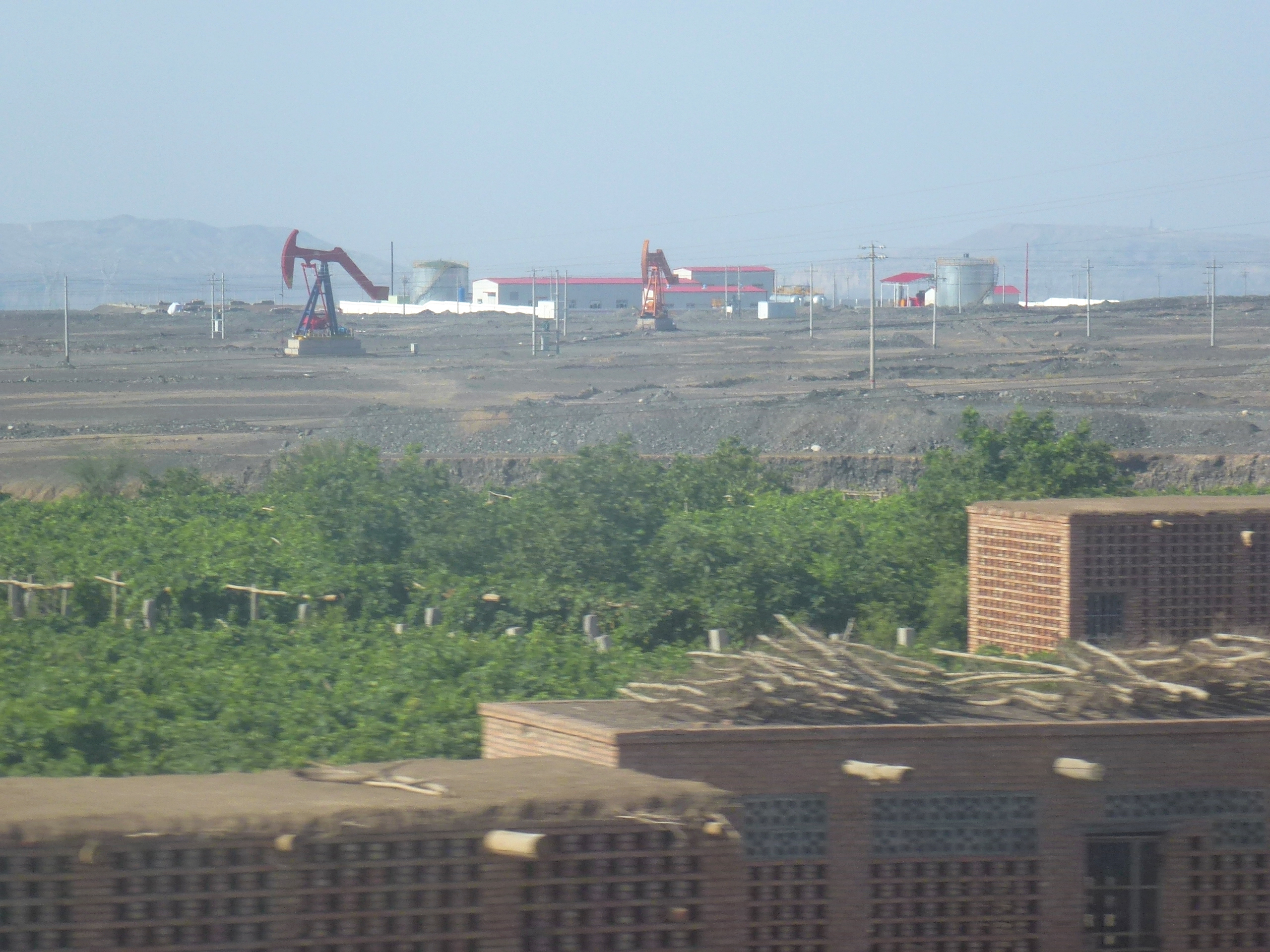
中石化油井區

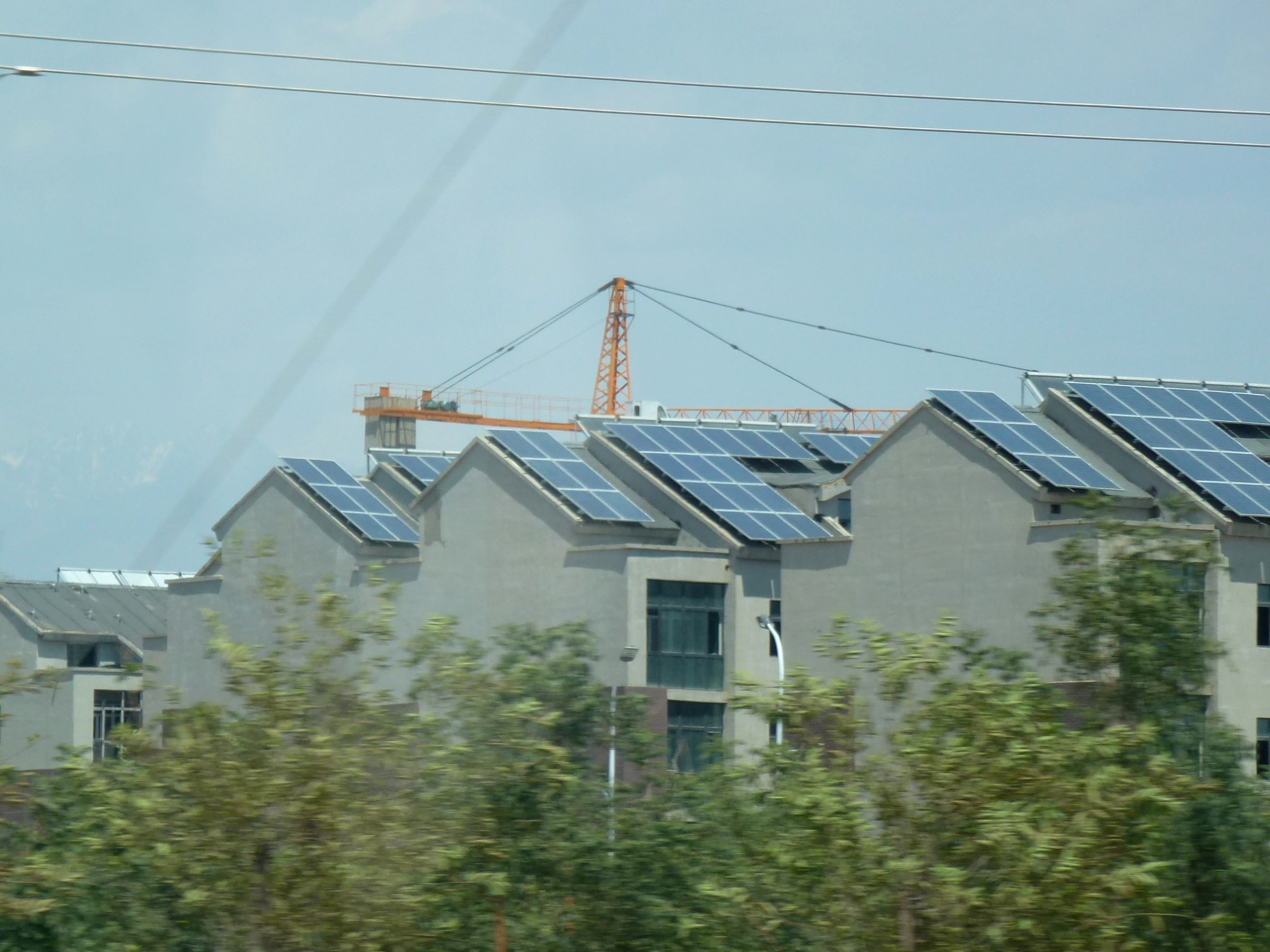
吐鲁番太陽能示範村

- 吐鲁番博物馆

### 全国重点文物保护单位
- 高昌故城
- 雅尔湖故城（交河故城）
- 柏孜克里克千佛洞
- 苏公塔
- 阿斯塔那古墓群
- 台藏塔遗址
- 洋海墓群
- 吐峪沟石窟
- 坎尔井地下水利工程
- 阿萨古城遗址
- 古代吐鲁番盆地军事防御遗址
- 柳中古城遗址
- 伯西哈石窟

吐鲁番还拥有自治区级重点文物保护单位27处。吐鲁番旅游资源丰富，名胜包括火焰山、艾丁湖、葡萄沟、千佛洞、坎儿井等。由於旅遊業發達，吐魯番一帶比較富庶和開放。吐鲁番还是迪士尼电影《花木蘭》（2020）取景地。

## 交通

### 铁路
吐鲁番的主要火车站有：
- 兰新铁路：吐鲁番站位于新疆维吾尔自治区吐鲁番市高昌区大河沿镇，建于1960年，是兰新铁路和南疆铁路的一个车站，受当时时局影响，出于军事原因而远离市区。
- 兰新高铁：吐鲁番北站 于2014年12月26日开通启用，由中国铁路乌鲁木齐局集团管辖。吐鲁番北站站区面积为15万平方米，其中站房建筑面积1万平方米，站场规模为3台8线。

### 公路
- 连霍高速过境。
- 吐和高速公路0公里起点。
- 312国道过境。

### 航空
- 吐魯番交河機場

该机场位于吐鲁番市高昌区大河沿镇、七泉湖镇之间，是新疆第三个4E类机场。因为位于中国陆地最低点艾丁湖附近，因此该机场为中国海拔最低的机场，亦是中国地区最大的支线机场。吐鲁番机场功能定位为首府乌鲁木齐市的第二机场，与乌鲁木齐地窝堡国际机场实行合并管理运营，吐鲁番交河机场航站楼面积5300平方米，设计年旅客吞吐量40万人次，货物吞吐量1300吨。

### 轨道交通
- 吐鲁番轨道交通

## 特产
- 吐鲁番葡萄
- 葡萄酒
- 吐鲁番葡萄干
- 托克逊杏